# Joseph-Pierre Turcotte
Pour l’article homonyme, voir Turcotte.
Joseph-Pierre Turcotte (21 mai 1857-6 janvier 1940) est un écrivain, avocat et homme politique fédéral du Québec.

## Biographie
Né à Saint-Jean-de-l'Île-d'Orléans dans le Canada-Est, il est admis au Barreau du Québec en 1881 et partit pratiquer le droit dans la région de Québec. Il fut candidat sans succès à un poste de député de l'Assemblée nationale du Québec en 1886 et en 1896. Contribuant à de nombreuses publications, dont le Petit journal, la Revue de Québec et l'Élection, il est nommé au Conseil du Roi en 1910.
Élu député Parti libéral du Canada dans la circonscription fédérale du Comté de Québec en 1908, il ne se représente pas en 1911. 